# 蘿拉·迪姬瑪
劳拉·迪耶克玛（英語：Laura Chantal Dijkema，1990年2月18日—），荷蘭女子排球運動員，司職二傳手。現時效力於意甲瓦莱福利亚女排俱樂部。
她是荷蘭國家女子排球隊的隊員之一。她代表荷蘭在巴西出戰2016年奥林匹克运动会奪得第四名，是荷蘭在奥运女子排球史上最佳成績。迪姬瑪在奥林匹克运动会中表現出色，是排名第二的最佳二傳手。